# Aldo Arioli

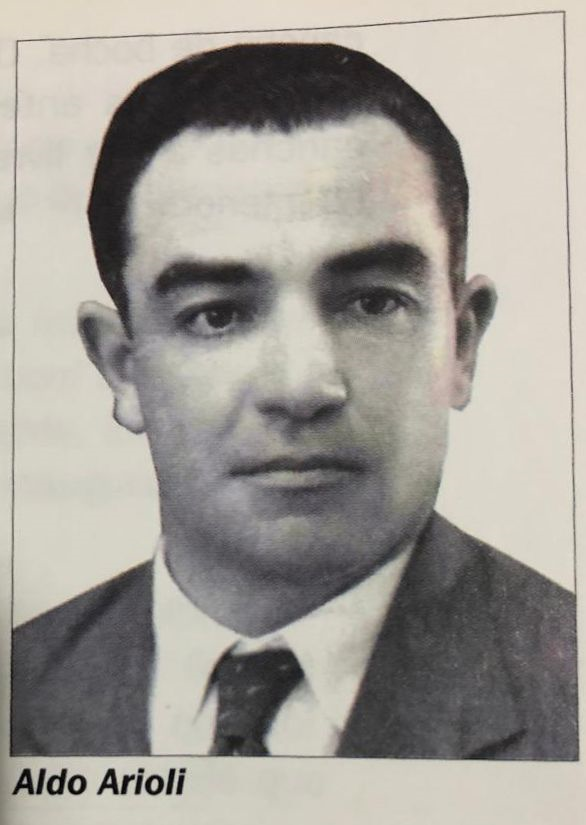
Aldo Arioli

Aldo Ângelo Arioli (Bento Gonçalves, 29 de janeiro de 1909 — Erechim, 2 de setembro de 1970) foi um comerciante e político brasileiro.

## Biografia
Em 1927, ainda jovem foi morar em Erechim onde seu pai, Amadeo Arioli, abriu uma filial do comércio de ferragens que tinha em Bento Gonçalves para o filho Aldo administrar.
Aldo foi nomeado para assumir a prefeitura de Erechim pelo então governador do Rio Grande do Sul Pompílio Cylon Fernandes Rosa, ocupando o cargo de prefeito 5 de março de 1947 até 14 de outubro de 1947.
No ano seguinte foi eleito vice-prefeito de Erechim, no mandato do Prefeito Ângelo Emílio Grando, de 01 de janeiro de 1948 a 31 de dezembro de 1951.
Ainda antes do fim do mandato de vice-prefeito, foi eleito deputado estadual, pelo PSD, para a 38.ª Legislatura, da Assembleia Legislativa do Rio Grande do Sul, de 1951 a 1955. 
Na legislatura seguinte, de 1955 a 1959, ainda pelo Partido Social Democrático (1945) ficou na suplência mas assumiu a cadeira de deputado em alguns momentos.
Aldo dedicou-se ao Clube Esportivo e Recreativo Atlântico de Erechim, tendo sido presidente do clube por vários anos nas décadas de 1930 e 1940.
Aldo foi casado com Irene Casagrande (1912-2004) tiveram um filho Milton (1933) e uma filha Lourdes (1937).